# Южный обход Подольска
Южный обход Подольска — трасса, обеспечивающая выезд из Подмосковного города на скоростную трассу федерального значения М-2 («Крым»).

## Описание
Трасса берет свое начало от кругового перекрестка на пересечении улицы Кирова и Варшавского шоссе (трасса А-101 Москва-Малоярославец-Рославль), далее уходит в южном и юго-восточном направлении. Трасса проходит через территорию Климовска, через улицу Объездная дорога и выходит на федеральную скоростную трассу М-2 («Крым» Симферопольское шоссе).
Магистраль пересекает улицу Большая Серпуховская, к ней примыкает улица Климовская и улица Циолковского. В районе улицы Объездная дорога трасса имеет разворотную развязку, а также развязку с улицей Орджоникидзе.
Южный обход Подольска имеет по 2 полосы движения в каждую сторону. Дорога имеет общую протяженность около 16 км. Пропускная способность трассы 36,5 тыс. автомобилей в сутки.
Есть планы строительства продолжения построенного Южного обхода Подольска. Построенный участок предлагается продлить от кругового перекрестка (пересечение улицы Кирова и Варшавского шоссе) по улице 43 Армии. Улица была расширена до 4 полос в конце декабря 2019, открытие состоялось 26 декабря 2019.. Протяженность нового участка составила около 1,2 км, с прогнозируемой пропускной способностью около 24 тыс. автомобилей в сутки. В рамках строительства нового участка Южного обхода Подольска будут обустроены тротуары, остановки общественного транспорта, объекты инженерных коммуникаций. Строительство дополнительного участка планируется закончить в первой половине 2020 года.

## Транспорт
Движение общественного транспорта по Южному обходу Подольска осуществляется в районе улицы Объездная дорога. Там проходят маршруты автобусов № 426 и № 432.